# Klape Gospi Sinjskoj
Klape Gospi Sinjskoj je godišnji festival marijansko-duhovne klapske pjesme koji se od 2009. održava u Sinju, obično početkom kolovoza.
Festival je humanitarne naravi: sav prihod od ulaznica i prodaje nosača zvuka ide humanitarnom Fondu Gospe Sinjske iz kojeg se pomažu studenti slabijeg materijalnog stanja.

## Izdanja i sudionici
- 2009.:

- 2010.:

Album s festivala objavila je Croatia Records.
- 2011.:
- natjecateljski dio: Filip Dević - Dalmatinke, Šufit, Praska, Štorija, Vokalisti Salone, Mareta, Prvi komin Snježanin, klapa Sveti Juraj HRM, Kamen, Petrada, Filip Dević, Kastav, Morbin, Split. Gosti večeri su klape iz Cetinske krajine: Trilj, Košute i Hrvace.

Medijski su Festival popratili Radio DIN-DON, Radio Makarska Rivijera, HRT-Radio Split, Hrvatski katolički radio, Radio Marija i Radio Mir Međugorje.
Album s festivala objavila je Croatia Records.
- 2024.:[1]
- Arija (Opuzen), Banderija (Zagreb), Croatia (München), Delmati (Solin), Figurin (Zagreb), Filip Dević-Ferata (Split), Kapric (Zadar), Mirabela CZK (Omiš), Poj (Samobor), Preženca (Zadar), Skradinke (Skradin), Sveti Ante (Zagreb) i Pivači Svetog Jakova (Šibenik).

## Nagrade i priznanja
- 2010.: album s festivala bio je nominiran za Porina u kategoriji najboljeg albuma duhovne glazbe
- 2011.: album s festivala bio je nominiran za Porina u kategoriji najboljeg albuma duhovne glazbe